# Educazione ambientale
L'educazione ambientale è il proposito non organizzato di insegnare la struttura e l'organizzazione dell'ambiente naturale e, in particolare, educare gli esseri umani a gestire i propri comportamenti in rapporto agli ecosistemi allo scopo di vivere in modo sostenibile, senza cioè alterare del tutto gli equilibri naturali, mirando al «soddisfacimento delle esigenze presenti senza compromettere la possibilità delle future generazioni di sopperire alle proprie».
L'espressione "educazione ambientale" in particolare è spesso usata per intendere l'auspicato insegnamento di questo tema all'interno del sistema scolastico, dalla scuola primaria alla post-secondaria italiana; è anche adoperata in maniera più estensiva per indicare tutti gli sforzi per ammaestrare il pubblico servendosi di materiale stampato, siti web, campagne nei mass media ecc.
L'espressione environmental education fu usata per la prima volta nel 1969 da William P. Stapp (1930-2001) della School of Natural Resources and Environment (SNRE) della Università del Michigan, che elencò i tre pilastri basilari: la conoscenza dei problemi ambientali, definizione dei possibili rimedi e attivazione per la soluzione.

## La conferenza di Tbilisi
La Conferenza di Tbilisi, organizzata dall'UNESCO nell'ottobre 1977, ha specificatamente trattato dell'educazione ambientale e dei progetti su questo tema di collaborazione tra gli Stati membri e la comunità internazionale.
In questa occasione l'educazione ambientale è stata definita come il fine «di portare gli individui e la collettività a conoscere la complessità dell'ambiente sia di quello naturale che di quello creato dall'uomo, complessità dovuta all'interattività dei suoi aspetti biologici, fisici, sociali, economici e culturali [...] [allo scopo di] acquisire le conoscenze, i valori, i comportamenti e le competenze pratiche necessarie per partecipare in modo responsabile ed efficace alla prevenzione, alla soluzione dei problemi ambientali e alla gestione della qualità dell'ambiente».

## Ambiente e sviluppo
(Rachel Carson)
I temi dell'ambiente si sono sin dall'inizio intrecciati con quello dello sviluppo economico e con la necessità di educare l'umanità a tenori di vita rispettosi degli equilibri naturali.
Con il movimento ambientalista negli anni sessanta, annunciato dal libro Primavera silenziosa (Silent Spring, 1962) di Rachel Carson e corroborato dalla ricerca Rapporto sui limiti dello sviluppo (1972) del think tank chiamato Club di Roma, ci si rese conto che l'utilizzo umano delle risorse naturali stava raggiungendo il limite e che questa tendenza, piuttosto che diminuire, stava raggiungendo un livello di allarme.
L'interesse internazionale per lo sviluppo globale, fortemente connesso allo stato di salute e di povertà dei paesi in via di sviluppo, risultò evidente nel programma di sviluppo sostenibile stilato dall'ONU dove si auspicava uno sviluppo nell'ambito del mantenimento delle risorse ambientali.
Negli anni settanta, mentre i paesi industrializzati consideravano gli effetti dell'esplosione dell'incremento demografico globale, inquinamento e consumismo, i paesi in via di sviluppo dovendo far fronte a continue situazioni di povertà e privazioni, consideravano lo sviluppo come essenziale per sopperire alle loro necessità di cibo e acqua potabile.
La "Conferenza delle Nazioni Unite sull'ambiente umano" del 1972, tenutasi a Stoccolma, fu la prima importante conferenza indetta dall'ONU riguardo a tale questione e segnò l'inizio della cooperazione internazionale in politiche e strategie per lo sviluppo ambientale.
Nel 1980, facendo seguito ai temi trattati nella Conferenza di Tbilisi, l'"Unione Internazionale per la Conservazione della Natura" pubblicò il suo influente documento Strategie per la conservazione del mondo, seguito nel 1982 dalla Carta per la natura, che richiamò l'attenzione sul declino dell'ecosistema globale.
Tenendo in considerazione le differenze di priorità fra i G20 e i PVS, la Commissione mondiale delle Nazioni Unite su Ambiente e Sviluppo (la Commissione Brundtland) lavorò per due anni per provare a risolvere l'apparente conflitto fra tutela dell'ambiente e sviluppo. La commissione giunse alla conclusione che l'approccio allo sviluppo avrebbe dovuto mutare e divenire sostenibile nel senso di raggiungere un «equilibrio fra il soddisfacimento delle esigenze presenti senza compromettere la possibilità delle future generazioni di sopperire alle proprie.». Tra gli strumenti per il raggiungimento di questo obiettivo veniva indicata l'educazione ambientale.
L'Organizzazione delle Nazioni Unite (ONU), il 1º marzo 2005, ha aperto ufficialmente il Decennio per l'Educazione allo Sviluppo riconoscendo l'importanza dell'educazione quale strumento per la tutela dell'ambiente e la centralità del tema della sostenibilità.

## I temi dell'educazione ambientale
I temi principali dell'educazione ambientale sono:
- l'inquinamento
- la protezione degli animali
- gli ecosistemi e le aree protette
- la politica di gestione dei rifiuti
- gli organismi geneticamente modificati
- la gestione delle risorse energetiche (con particolare interesse alle fonti alternative di energia e alle rinnovabili)
- altri ideali di sviluppo (sviluppo sostenibile o decrescita)
- i mutamenti climatici
- la pace intesa come soluzione politico-diplomatica dei conflitti interni agli stati e internazionali
- l'inquinamento del suolo

## In Italia
In Italia non esiste una materia d'insegnamento riguardante in modo specifico l'educazione ambientale che sia impartita nella scuole di stato; la sensibilizzazione del pubblico su questi argomenti è affidata, specialmente tramite i media, a specifici organismi preposti alla salvaguardia dell'ambiente che possono essere di tipo istituzionale come il Ministero dell'Ambiente e della Tutela del Territorio e del Mare oppure associazioni ed organizzazioni non governative.
L'intervento dello stato consiste nella costituzione, per valori naturalistici, scientifici, culturali, estetici, ricreativi ed anche educativi, di parchi nazionali, parchi regionali, riserve naturali, zone umide, aree marine, protetti e tutelati dallo sviluppo umano e dall'inquinamento.
Nell'ambito delle associazioni si distingue la più grande organizzazione mondiale per la conservazione della natura, rappresentata in Italia dal WWF Italia che nel corso degli anni, ha spesso appoggiato iniziative mediatiche di una certa rilevanza. In Italia, pur se più in sordina rispetto ad altre nazioni, ha ottenuto una certa visibilità collaborando con canali televisivi e, recentemente, portali web. Con Discovery Channel, ad esempio, ha finanziato a realizzazione di un videogioco animalista basato su Cappuccetto Rosso. Nota inoltre la partnership con RTL.
Il WWF si fa inoltre promotore della istituzione di corsi di formazione, pubblicazioni editoriali, Centri di Educazione Ambientale, campi scuola e programmi didattici che annualmente vengono proposti alle scuole d'intesa con il Ministero della Pubblica Istruzione.
Accanto al WWF esplica la sua opera educativa in Italia anche la Lipu che si propone di «conservare la natura partendo proprio dalla protezione degli uccelli e dei loro habitat, educare i giovani al rispetto del mondo in cui viviamo, sensibilizzare l'opinione pubblica su temi importanti come la tutela dell'ambiente e l'attenzione alla salute [...]».
Tra le maggiori associazioni per l'educazione ambientale va annoverata infine Legambiente che ha organizzato campagne di educazione ambientale, ha promosso e fatto crescere la mobilitazione contro lo smog e il referendum contro il nucleare, ha combattuto contro l'abusivismo edilizio e alzato il velo sulle discariche abusive di rifiuti e sull'azione delle ecomafie. L'associazione promuove, fra l'altro, l'utilizzo di energie alternative e rinnovabili, il risparmio energetico, la salvaguardia di alcune aree protette, la lotta al traffico illegale dei rifiuti. Ogni anno elabora un'accurata analisi sulla situazione dell'ambiente in Italia (Ambiente Italia).
Un'azione di networking e di supporto a tutti gli attori pubblici e privati del settore è svolta dalla rivista di riferimento italiana Eco, l'educazione sostenibile, edita dall'Istituto per l'ambiente e l'educazione, onlus che pubblica anche la rivista scientifica Culture della sostenibilità e Pianeta azzurro, rivista dedicata all'acqua in tutte le sue forme. L'Istituto ospita anche il Segretariato internazionale della più grande rete mondiale di educazione ambientale, che organizza ogni due anni i World Environmental Education Congress (WEEC).
Nel territorio italiano diverse realtà, cooperative, associazioni, enti pubblici, hanno negli anni lavorato su reti di collaborazioni locali e nazionali che dagli anni 80/90 sperimentano laboratori territoriali di educazione ambientale. Una delle primissime cooperative italiane a fare educazione ambientale è La Lumaca di Modena nata nel 1979 e tuttora in attività. Esempi dal nord al sud di Centri di Educazione Ambientale che operano nella diffusione di buone pratiche offrendo a scuole e famiglie, laboratori idee e progetti. Il Consorzio Pracatinat in Piemonte con il Laboratorio Didattico sull'Ambiente, Il Laboratorio di Cenci in Umbria, il CEAS Fondazione Villa Ghigi a Bologna, la cooperativa Cogecstre in Abruzzo con il CEA Antonio Bellini, la cooperativa Palma Nana in Sicilia con il Centro di Educazione Ambientale Serra Guarneri, nel modenese il CEAS dell'Unione delle Terre d'Argine dei comuni di Carpi, Novi di Modena e Soliera, sono esempi ventennali di laboratori di ricerca sulla sostenibilità ambientale e sociale.
Nel 2004 è stato inaugurato a Torino il Museo A come Ambiente, primo europeo interamente dedicato alle tematiche ambientali.